# فرودگاه ابولووا
فرودگاه ابولووا (به انگلیسی: Ebolowa Airport) یک فرودگاه با کد یاتا EBW است . این فرودگاه در شهر ابولووا کشور کامرون قرار دارد .